# ダニエル・ポデンセ
- ダニエウ・ポデンセ
- ダニエウ・ポデンセ
- ダニエル・ポデンス
- ダニエル・フォデンセ

ダニエル・カステロ・ポデンセ（Daniel Castelo Podence, 1995年10月11日 - ）は、ポルトガル・リスボン県オエイラス出身のサッカー選手。アル・シャバブ・リヤド所属。ポジションはFW。
日本のメディアにおける表記は、「ダニエウ・ポデンス」、「ダニエル・ポデンス」、「ダニエウ・ポデンセ」など、多数存在している。

## クラブ経歴
2003年から2年間CFベレネンセスのユースアカデミーで過ごした後、2005年にスポルティング・クルーベ・デ・ポルトゥガルのユースアカデミーに入団。2013-14シーズンにBチームに昇格。2016-17シーズンよりトップチームに昇格し、同シーズンはシーズン前半はモレイレンセFCにローン移籍でプレー。14試合4得点を記録し2017年2月に復帰。以降出場機会も増え、注目の若手選手として期待されていた。
しかし、2017-18シーズンのタッサ・デ・ポルトガル決勝戦を2018年5月21日に控えた同月15日、スポルティングの選手やチーム関係者などが、ウルトラスに襲撃される事件が発生。これを機にルイ・パトリシオやウィリアム・カルヴァーリョなどの生え抜きの選手達が退団を決意し、ラファエル・レオンやポデンセら多くの選手も追随した。
2018年7月8日、オリンピアコスFCと4年契約を締結。2018-19シーズンはリーグ戦27試合5得点を記録するなど、加入1年目から中心選手として活躍。以降も活躍を続け、2019年10月にはアーセナルFCがポデンセの獲得に興味を示しているとも報じられた。
2020年1月30日、ウルヴァーハンプトン・ワンダラーズFCと2024年までの契約を締結したと発表された。
2024年9月3日、アル・シャバブ・リヤドに移籍した。

## 代表経歴
プロデビュー前の2011年から、各ユース世代のポルトガル代表でプレーし、2017年にはポーランドで開催されたUEFA U-21欧州選手権2017に出場。グループリーグのマケドニア戦でゴールを決めたものの、惜しくもグループリーグ敗退。2019年9月にUEFA EURO 2020予選に向けてのフル代表に初招集。以降代表メンバーに定着したものの、出場機会をまだ得られず、代表デビューは2020年以降に持ち越しになった。

## 人物
- 公称165cmと紹介されているが、実際には160cmほどしかないのではないかと言われている[8]。